# Mario Scelba
Mario Scelba (5 de setembre de 1901 a Caltagirone, Sicília - 29 d'octubre de 1991 a Roma, Itàlia) va ser un polític italià. Va ser president del Parlament europeu.

## Biografia
Scelba va néixer a Caltagirone, Sicília, era fill d'un camperol pobre que treballava a les terres del sacerdot Luigi Sturzo, un dels fundadors del Partit Popular Italià (Partito Popolare Italià, PPI). Va ser fillol i protegit d'ell, va estudiar dret i es va graduar a la Universitat de Roma. Sturzo pagava els seus estudis i el seu secretari privat. Quan els feixistes van suprimir el PPI, Sturzo va haver d'exiliar-se (a Brooklyn, una part del temps), mentre ell va romandre a Roma com el seu agent. Va escriure articles per al diari "Il Popolo", durant la Segona Guerra Mundial. Va ser arrestat pels alemanys, va ser alliberat tres dies després com un qualsevol sense valor.
Després de l'alliberament per les forces aliades, es va incorporar a Roma el Partit Democràcia Cristiana (DC). En 1945, Scelba va guanyar escó a l'Assemblea Constituent i va entrar al govern antifeixista de Ferruccio Parri com a Ministre de Correus i Telecomunicacions, ja que manté en els dos successius governs d'Alcide de Gasperi.
Va ocupar el càrrec de primer ministre des de febrer de 1954 a juliol de 1955. Va ser President del Parlament Europeu del 1969 al 1971.
Va morir el 29 d'octubre de 1991 de trombosi a Roma.